# ハッピーにおまかせ!
『ハッピーにおまかせ!』は、新沢基栄による日本の漫画作品。

## 概要
『ブイジャンプ』（集英社）1991年2号 - 3号までに連載された短期集中連載作品。全3話。ジャンプ・コミックスセレクション版『ボクはしたたか君』第2巻に特別読切として収録されている。
キャッチコピーは「幸せはこぶ天使のぶっとび大活躍読切」。

## あらすじ
ある日の放課後、小学5年生・小末田 真一太はテストで悪い点数をとってしまい、母親に叱られると落ち込んでいた。その帰り道、ゴミ捨て場から崩れ落ちた金庫から一体の人形を発見した。しかしそれは人形ではなく、自称「幸せ小僧」の天使の卵、ハッピーだった。金庫から出してもらったお礼に、ハッピーは真一太の悩みを解決していく。

## 登場人物
ハッピー
主人公。雲の上第3小学校のすもも組の天使の卵。金庫から出して貰ったお礼に真一太の相棒になる。一人称は「おいら」。ふてぶてしい性格で、食欲旺盛。おやつと引き換えに真一太の頼みを引き受け、天使アイテムを駆使し解決するが、限度を知らないためにやり過ぎてしまい、迷惑をかけている。クラスでも遅刻が多く、同級生からは半ば馬鹿にされている。外に出る時はダッコちゃん人形の如く、真一太の腕に捕まる。
所有する天使アイテム
入れかわりハット
頭を鉢合わせることによって、相手と体を入れかえられる。入れ替わった際は、顔が変わるが、ハッピーいわく「読者にしかわからない」。逆さまにして乗ることにより飛行することも可能。
相棒探知ステッキ
相棒が困ると発する「こまった信号」を探知し、探し出すことが出来る。伸ばして使用することも可能。
ひとっとびシューズ
2 - 3m位ジャンプできる。
かくれみのマント
被ることにより身を隠すことができる。
小末田 真一太（こまった まいった）
ハッピーの相棒。小学5年生。成績が悪く、勝負運も悪い。小心者であり、疚しいことを指摘されると過剰に反応する。ハッピーに頼りきりだが、酷い目に遭っている。両親と一軒家に住んでいる。
桜小町（さくら こまち）
真一太のクラスメイトでありガールフレンド。明るい性格で見た目は可愛いが、言うことはきつい。真一太と一瞬にハッピーを発見したが、ただの人形と思っており、粗末に扱った。飼い犬の名はマリック。
中山（なかやま）
真一太のクラスメイト。眼鏡をかけた男の子。遠足の際、真一太、小町、石川と同じ班となり、真一太にじゃんけんでリュックを持たせるが、ハッピーのドジによりリュックを川に落とされてしまう。
石川（いしかわ）
真一太のクラスメイト。髪をポニーテールにしている女の子。遠足の際、真一太、小町、中山と同じ班となり、4人でつり橋で遊んでいたことを、担任に咎められた際、「小学生なんだもん」と言い訳をした。
大天使ザビエル（だいてんしザビエル）
ハッピーたちのクラスの担任。外見は中年。頭の上に天使の輪と背中に羽が生えている。全員集合の日に生徒達の成績を確認する。
ミッキー
ハッピーのクラスメイト。優等生。ハッピーのドジぶりを馬鹿にしている。物体を5分間巨大化させるジャイアント・ステッキを持っている。
ホッピー
ハッピーのクラスメイト。いがぐり頭に着物を着用し、鹿児島弁で話す。酒が沢山入っている、ウルトラ・ボトルを持っている。
ピンキー
ハッピーのクラスメイト。お嬢様風の姿をしており、関西弁で話す。巨大な傘ジャンボ・アンブレラを持っている。
ヤンキー
ハッピーのクラスメイト。サングラスをかけた不良風の姿をしている。
ヒッピー
ハッピーの元クラスメイト。相棒に捨てられて、天使の道を挫折し、ルンペンになっている。

## 用語
雲の上第3小学校
神様や天使達の住む天上界の一角。ハッピーたちは立派な天使になるためにここで勉強している。卒業試験として下界で人間を1人幸せにすることにより、卒業となり、「天使の輪」を貰って、羽の生えた天使になれる。週に一度途中成績の確認のため、「全員集合の日」がある。